# SN 1969E
SN 1969E – supernowa odkryta 23 marca 1969 roku w galaktyce NGC 4526. W momencie odkrycia miała maksymalną jasność 16,00m.